# Nậm Manh
Nậm Manh là một xã thuộc huyện Nậm Nhùn, tỉnh Lai Châu, Việt Nam.

## Địa lý
Địa giới hành chính xã Nậm Manh:
- Phía đông và phía nam giáp tỉnh Điện Biên
- Phía tây giáp xã Nậm Chà
- Phía bắc giáp thị trấn Nậm Nhùn và xã Nậm Hàng.

Xã Nậm Manh có diện tích 155,83 km², dân số năm 2012 là 1.965 người, mật độ dân số đạt 13 người/km².

## Lịch sử
Xã Nậm Manh được thành lập vào ngày 8 tháng 4 năm 2008 trên cơ sở điều chỉnh 16.470,30 ha diện tích tự nhiên và 2.032 người của xã Nậm Hàng. Khi mới thành lập, xã trực thuộc huyện Mường Tè.
Ngày 14 tháng 10 năm 2011, Chính phủ ban hành Nghị quyết số 97/NQ-CP. Theo đó, thành lập thị trấn Nậm Nhùn trên cơ sở điều chỉnh 2.109,12 ha diện tích tự nhiên, 3.444 người của xã Nậm Hàng và 886,09 ha diện tích tự nhiên của xã Nậm Manh.
Sau khi điều chỉnh địa giới hành chính, xã Nậm Manh còn lại 15.584,21 ha diện tích tự nhiên và 1.908 người.
Ngày 2 tháng 11 năm 2012, xã Nậm Manh chuyển sang trực thuộc huyện Nậm Nhùn mới thành lập.